# Туманян, Ованес Тадевосович
Огане́с (Оване́с) Тадево́сович Туманя́н (арм. Հովհաննես Թադևոսի Թումանյան; 7 [19] февраля 1869, село Дсех, Тифлисская губерния, Российская империя — 23 марта 1923, Москва, СССР) — армянский поэт и писатель, общественный деятель. Национальный поэт Армении.

## Биография
Ованес Туманян родился в семье священника. Согласно родовому преданию, род Туманянов происходит от ветви армянского княжеского нахарарского рода Мамиконянов, правившей в средние века в селе Дсех (Лори).
В 1878—1883 годах получал начальное образование в школе Джелалоглы (Степанаван), а затем перевёлся в Нерсисянскую школу в Тифлисе (Тбилиси), однако по причине материальных затруднений был вынужден в 1887 году оставить её и поступить на работу в Тифлисский армянский народный суд, а позже — в Армянский издательский союз.
Писать начал в середине 1880-х годов, сотрудничал с армянскими газетами и журналами.
Получил широкую известность после выхода сборника «Стихотворения» (на арм., 2 т., 1890—1892). Во многих своих произведениях Туманян обращается к нелёгкой доле армянского крестьянства, к различным сторонам традиционного уклада его жизни, об этом рассказывают его поэмы «Маро» (1887 г., опубликована в 1892 г.), «Сако из Лори» (1889 г., опубликована в 1890 г.), «Ануш» (1890 г., опубликована в 1892 г., А. Тиграняном к ней написана опера).
В 1899 году в Тифлисе создал литературный кружок «Вернатун», членом которого были видные армянские поэты, писатели, художники и композиторы.

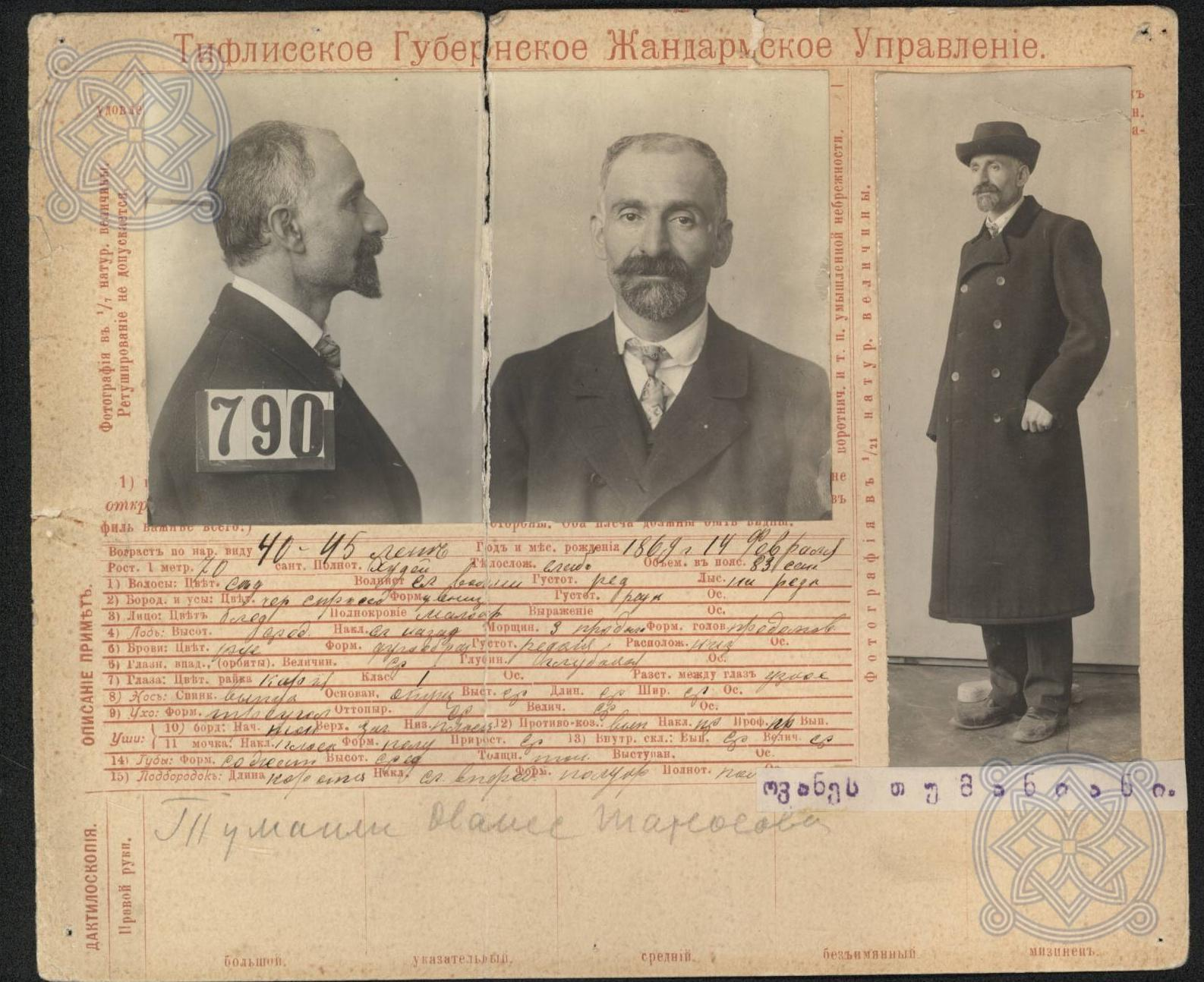
Карточка на О. Туманяна, составленная года Тифлисским губернским жандармским управлением

Был известен также как общественный деятель, дважды был арестован царским правительством. В 1912—1921 годах был председателем Кавказского союза армянских писателей, в годы геноцида армян помогал беженцам из Западной Армении (за что был награждён народным званием «Поэт всех армян»), выступал за перемирие в армяно-грузинской войне 1918 года. После советизации Армении возглавлял Комитет помощи Армении.
Был в дружеских отношениях со многими армянскими, грузинскими, русскими писателями своего времени, переводил с нескольких языков (Байрон, Гёте, Пушкин).
Умер в московской городской больнице от рака. Похоронен в Тбилиси в Пантеоне Ходживанка.

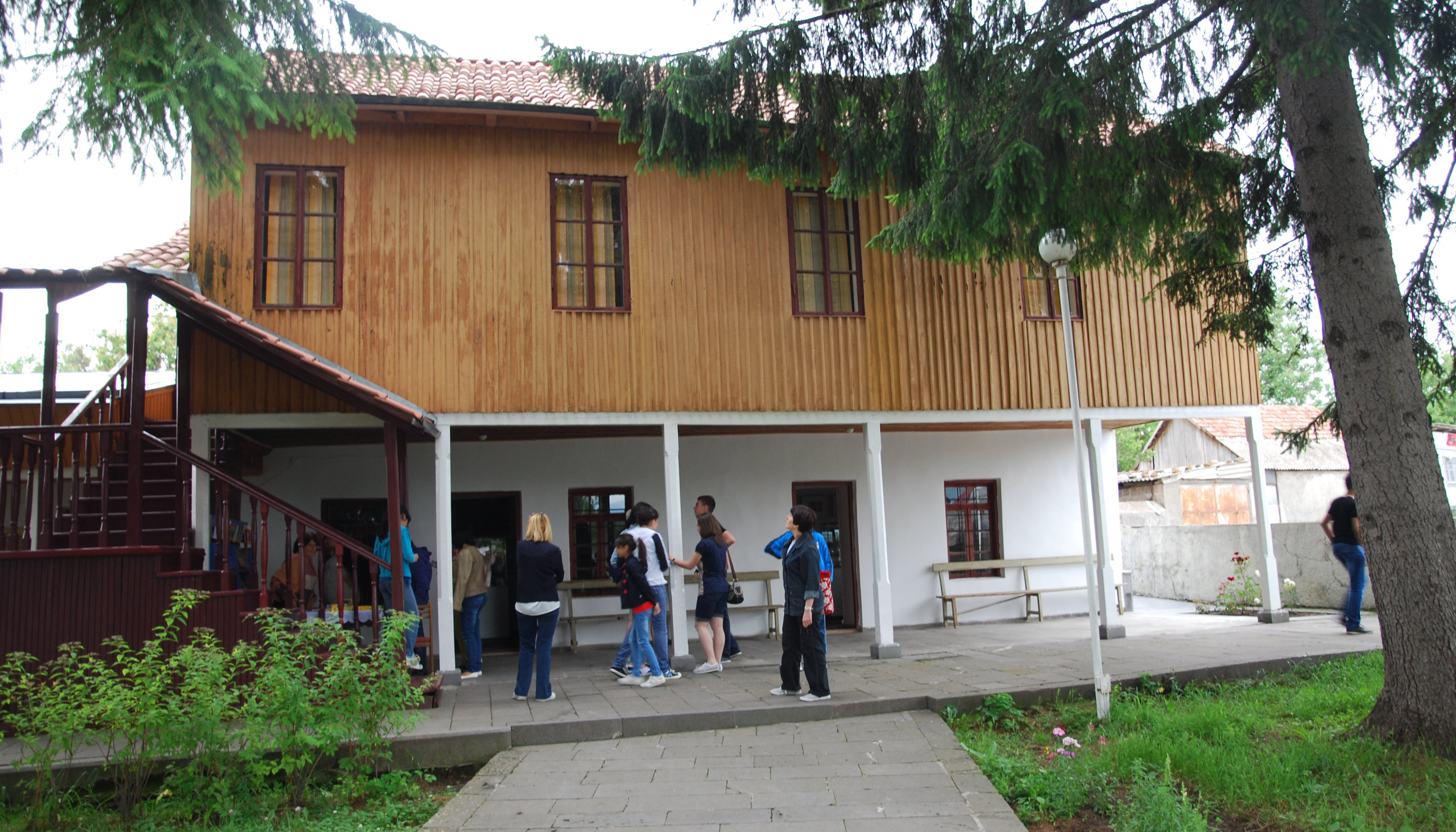
Дом в селе Дсех, в котором родился Ованес Туманян
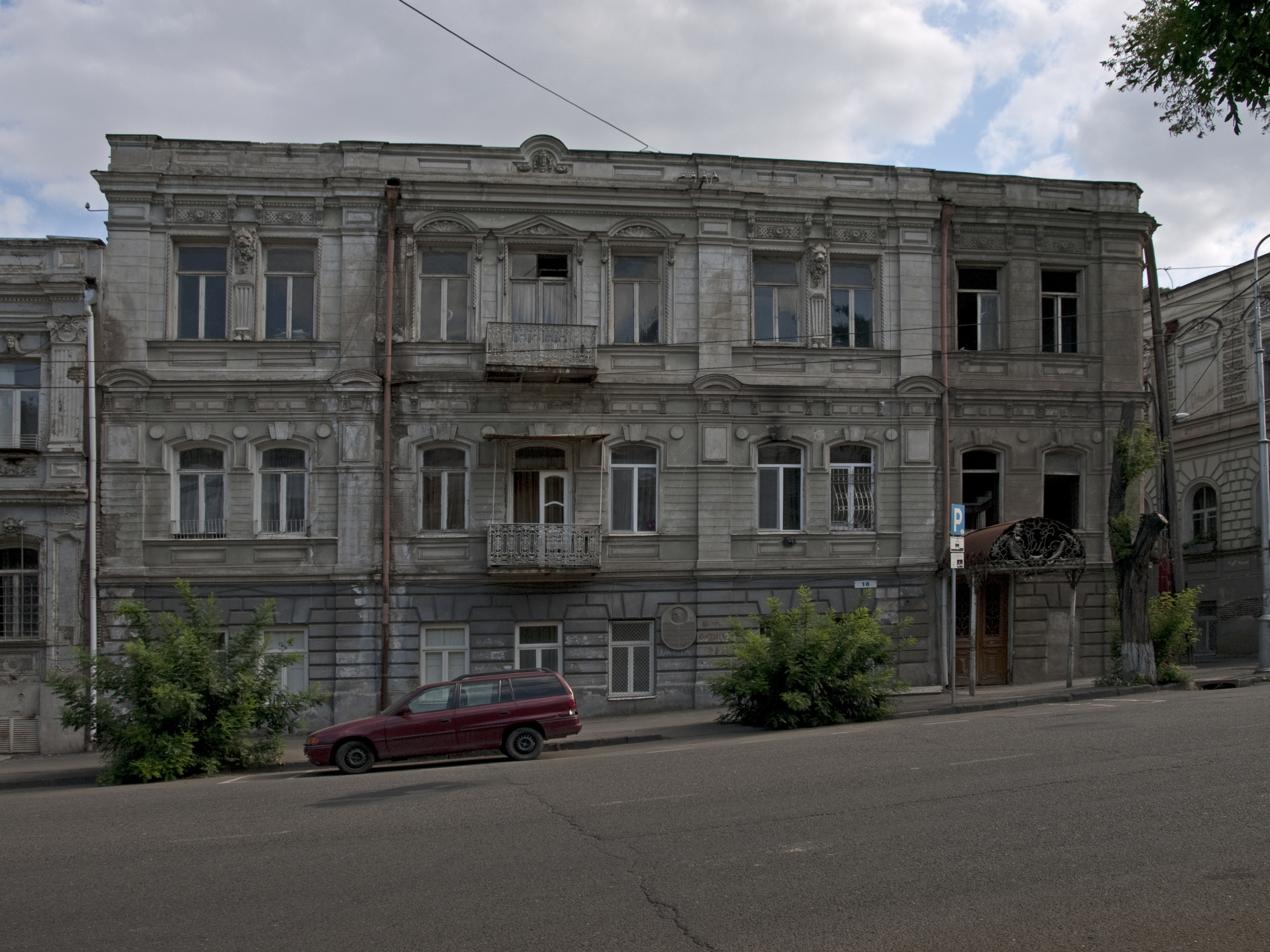
Дом в Тбилиси, Сололаки, где жил Ованес Туманян, ул. Амаглеба, 18.
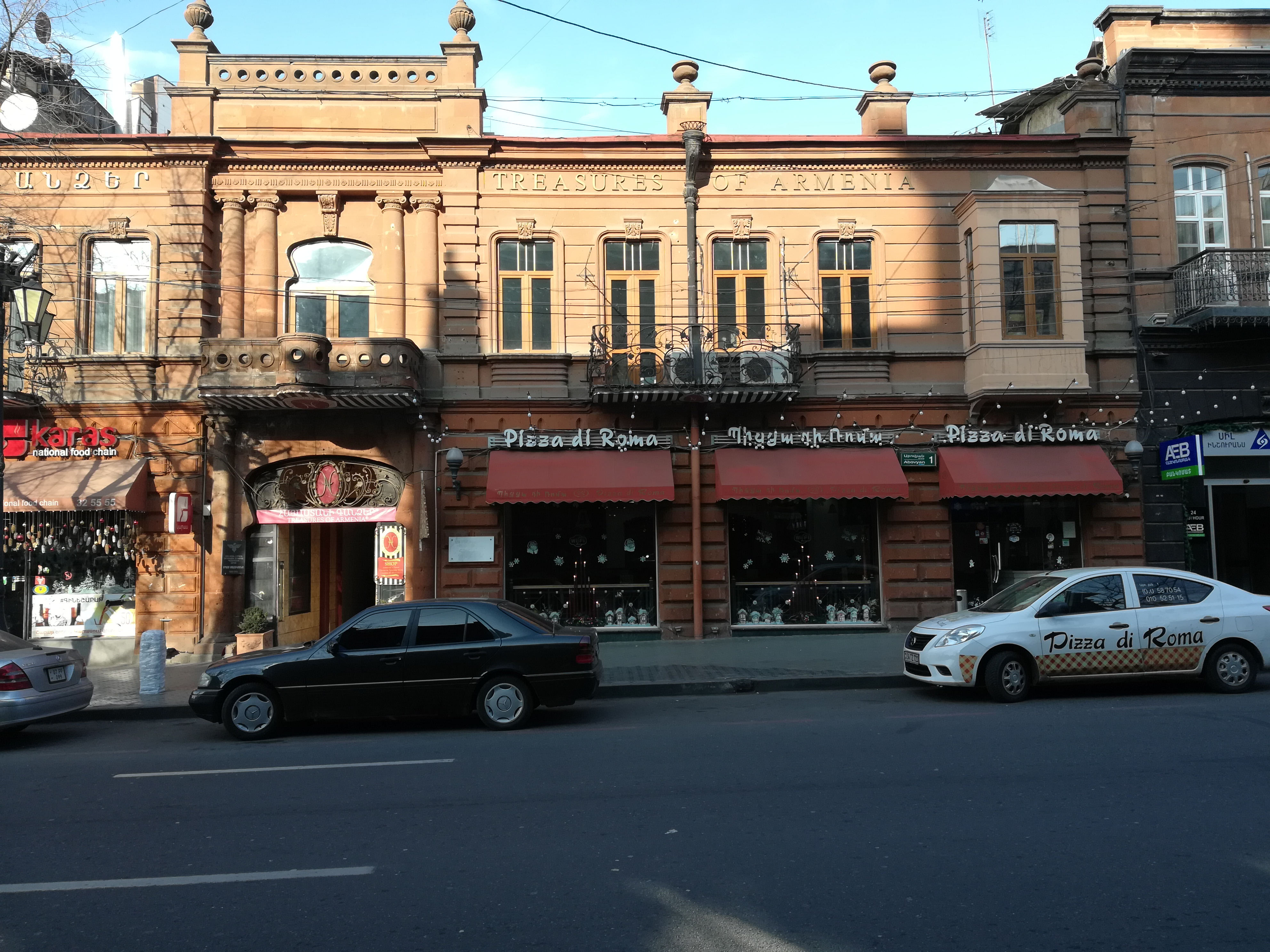
Дом, в котором жил О. Туманян в Ереване, ул. Абовяна, 1

## Творчество
С 1887 года Туманян выступал с лирическими и прозаическими произведениями, переводами, литературно-критическими и публицистическими статьями. Всенародную известность приобрёл двумя сборниками «Стихотворения» (1890—1892). Многие произведения Туманяна (сказки «Пёс и кот», «Смерть Кикоса», «Храбрый Назар», «Ануш», «В армянских горах», «Невезучий Панос», «Лжец», баллады и др.) являются шедеврами армянской литературы. В поэмах «Маро» (1887), «Лореци Сако» (1889) и «Ануш» (1890, 2-я ред. 1901—1902) Туманян изобразил жизнь патриархальной армянской деревни. Баллады «Ахтамар» (1892), «Парвана» (1903), «Капля мёда» (1909), «Взятие крепости Тмук» (1902 г.; по её мотивам — опера А. А. Спендиарова «Алмаст», 1928 г.), «Давид Сасунский» (1902), «Голубиный скит» (1913), «Шах и разносчик» (1917) написаны на основе армянских и восточных легенд, народных преданий, национального эпоса. Туманян — автор рассказов («Гикор» (1895) — о тяжёлой судьбе деревенского мальчика), произведений разных жанров для детей, афористических лирико-философских «Четверостиший» (1890—1919); переводил иностранных авторов. Корней Чуковский, автор статьи о Туманяне, писал:

Того, кто написал «Каплю меда», «Пес и Кот», «Смерть Мышонка», и в самом деле нельзя не причислять к плеяде первоклассных мастеров мирового искусства.

Произведения Туманяна переводили Валерий Брюсов, Константин Бальмонт, Самуил Маршак, Иосиф Бродский, Белла Ахмадулина, Павло Тычина и другие.

## Личная жизнь
В 1888 году женился на Ольге Мачкальян (скончалась на 100-м году жизни в Ереване). Имел крепкую и большую семью, 10 детей — 4 сына и 6 дочерей, некоторые из которых впоследствии стали известными общественными деятелями.
Один из сыновей Туманяна — Артавазд (1894—1918) погиб в 1918 году во время наступления турецких войск на Кавказском фронте.
Трое других сыновей — Мушег (1889—1938), Амлик (1896—1937) и Арег (1900—1938) были репрессированы и расстреляны во время «Большого террора». Дочь одного из сыновей вышла замуж за микробиолога, впоследствии академика РАМН и РАН А. А. Тотоляна.
Известными туманяноведами были Седа и Ануш Туманяны. Дочь Туманяна Тамара была архитектором, заслуженным деятелем культуры Армянской ССР.

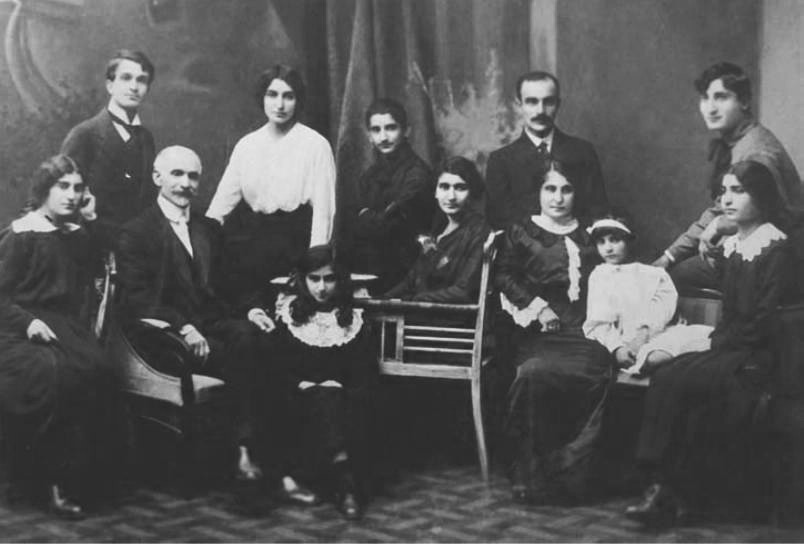
Семья Туманян

## Память
- В Армении именем Туманяна названы город, улицы, школы, ему установлены памятники.
- С 1953 году в Ереване действует дом-музей поэта. Позже открылся дом-музей и в селе Дсех.
- Туманяну посвящено стихотворение В. Я. Брюсова «Да будет праведно возмездие…» (1916).
- Туманяну посвящена песня армянского гусана-ашуга Саргиса Закаряна «Бессмертный Туманян»
- Туманян изображён на банкноте номиналом 5 000 армянских драм образца 1998 года.
- В 1969 году была выпущена почтовая марка СССР, посвящённая Туманяну.
- В 2000 году была выпущена почтовая марка Армении, посвящённая Туманяну.
- В 2011 году была выпущена почтовая марка Армении, посвящённая Туманяну.
- В 2011 году была выпущена почтовая марка России, посвящённая Туманяну.
- Почти во всех городах Армении есть школа имени Ованеса Туманяна. Именем поэта названа также школа № 3 в городе Степанаван. В Степанаване учился и сам поэт.
- В 2020 году в Краснодаре Пашковский Армянский Культурный Центр стал школой, названной в честь Ованеса Туманяна.
- Именем Туманяна названа площадь в Москве.
- В Тбилиси и Киеве, Донецке есть улицы Туманяна.
- Имя присвоено Ереванскому государственному театру кукол.

На почтовых марках и памятных монетах, банкнотах
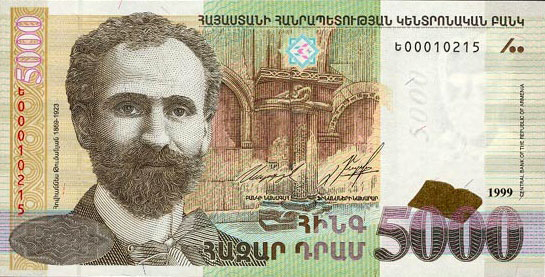
Банкнота номиналом 5000 драм
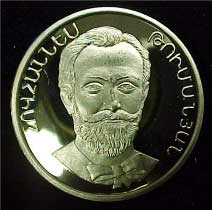
Памятная монета, посвящённая Туманяну.
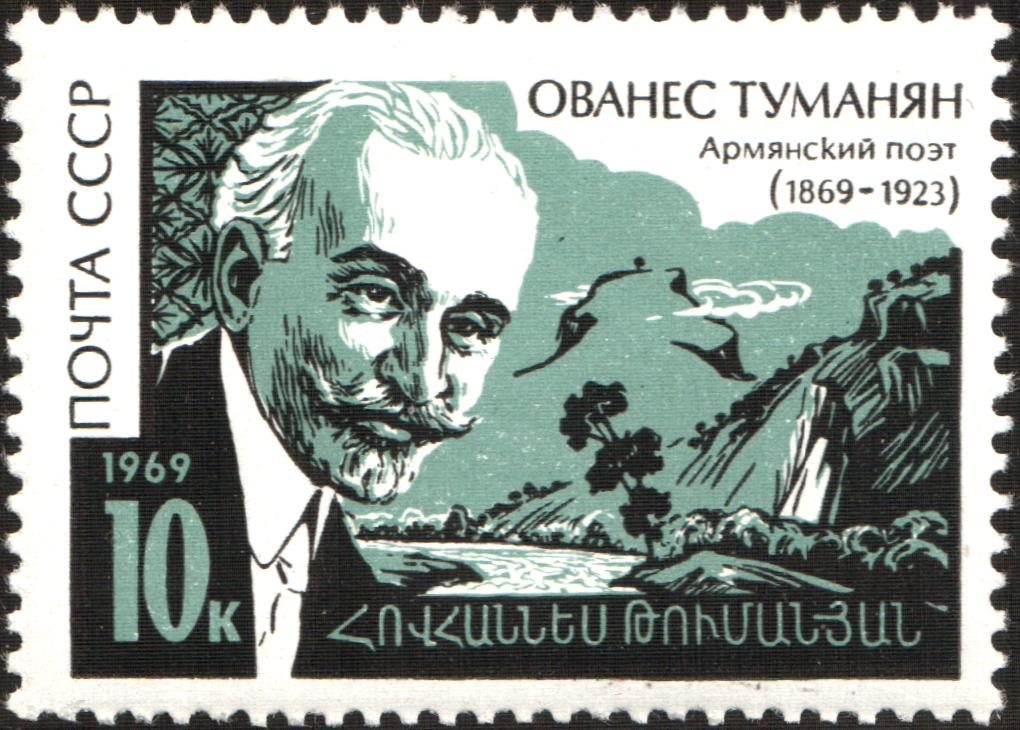
Почтовая марка СССР 1969 года.
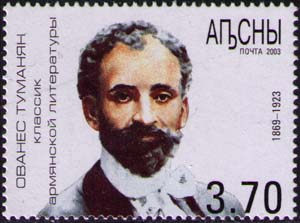
Почтовая марка Абхазии (2003)
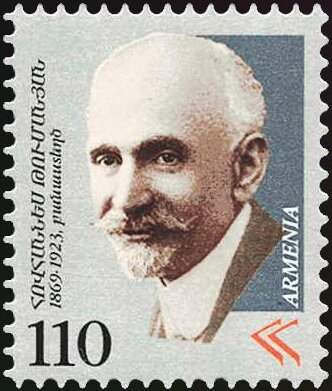
Почтовая марка Армении (2000)
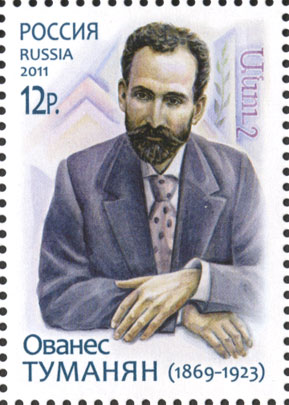
Почтовая марка России 2011 года.
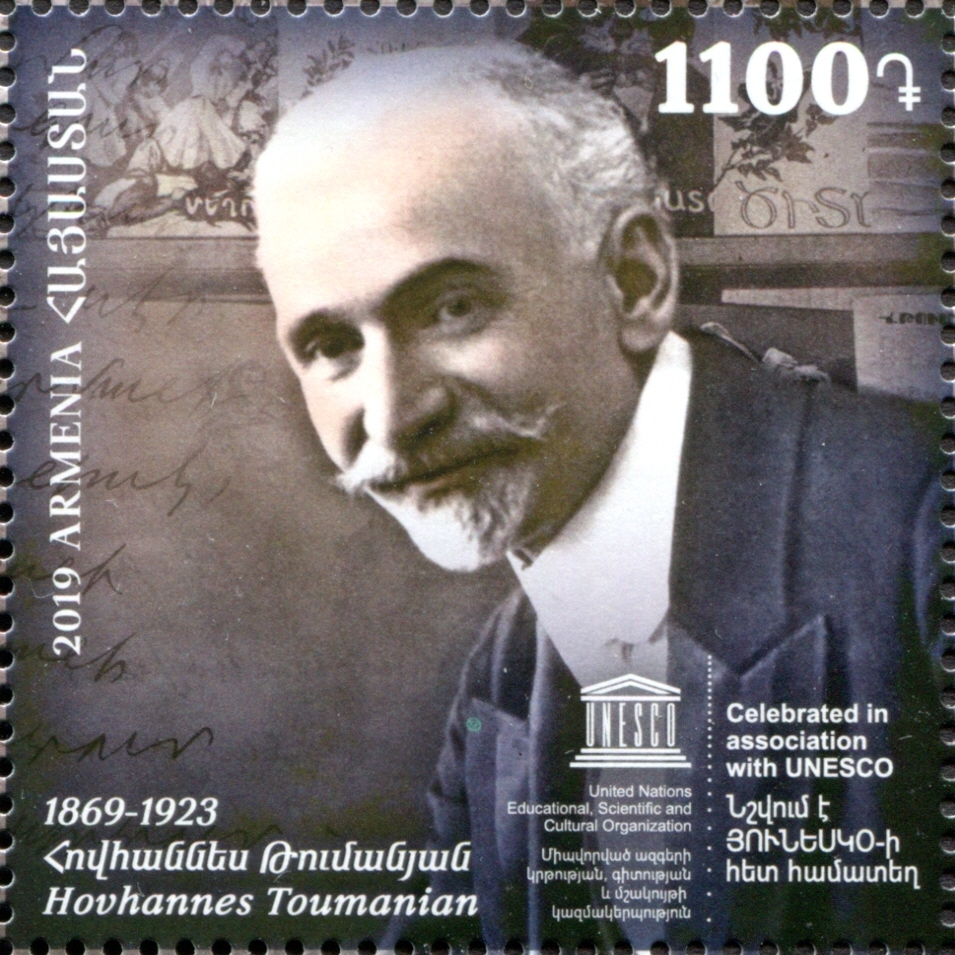
Почтовая марка Армении (2019)
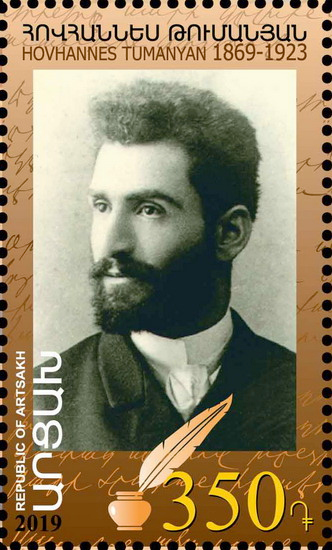
Почтовая марка непризнанной НКР (2019)
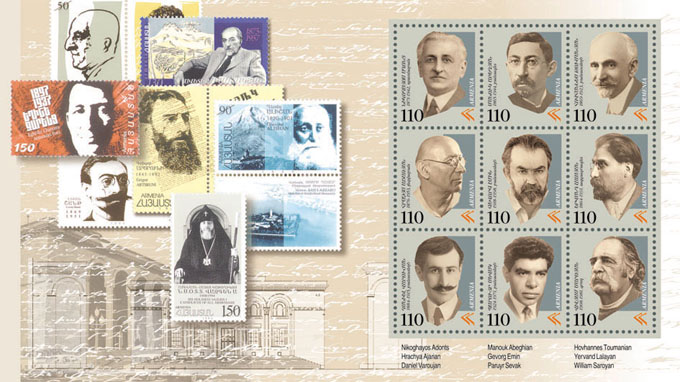
Адонц, Абегян, Туманян, Ачарян, Эмин, Лалаян, Варужан, Севак, Сароян

Памятники
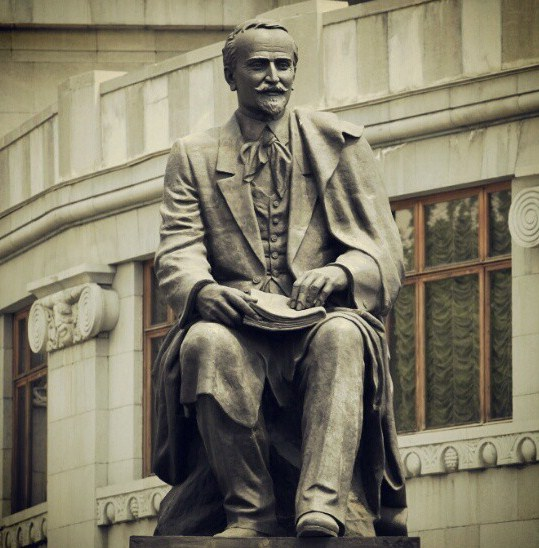
В Ереване, перед зданием Театра оперы и балета.
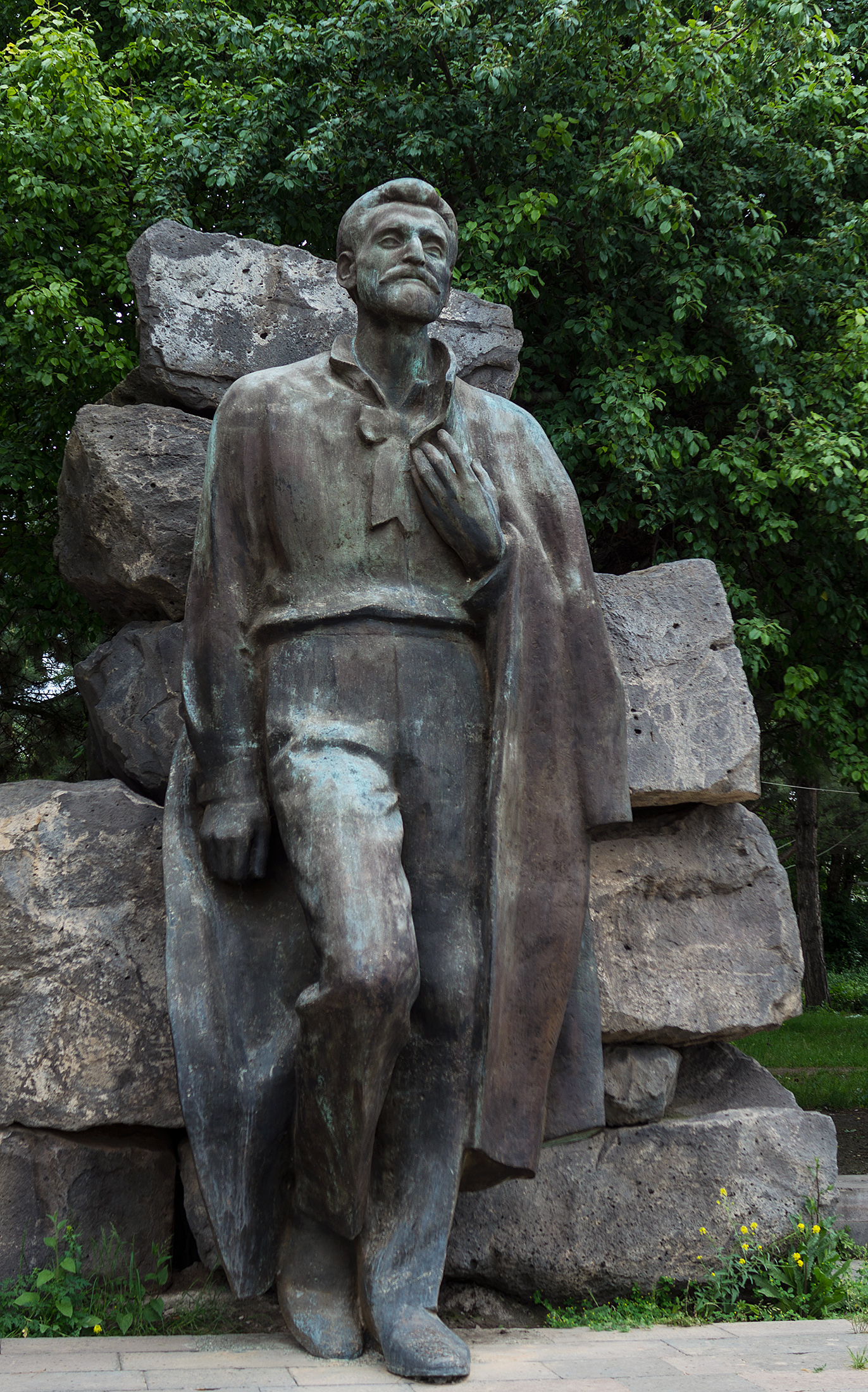
В селе Дсех.
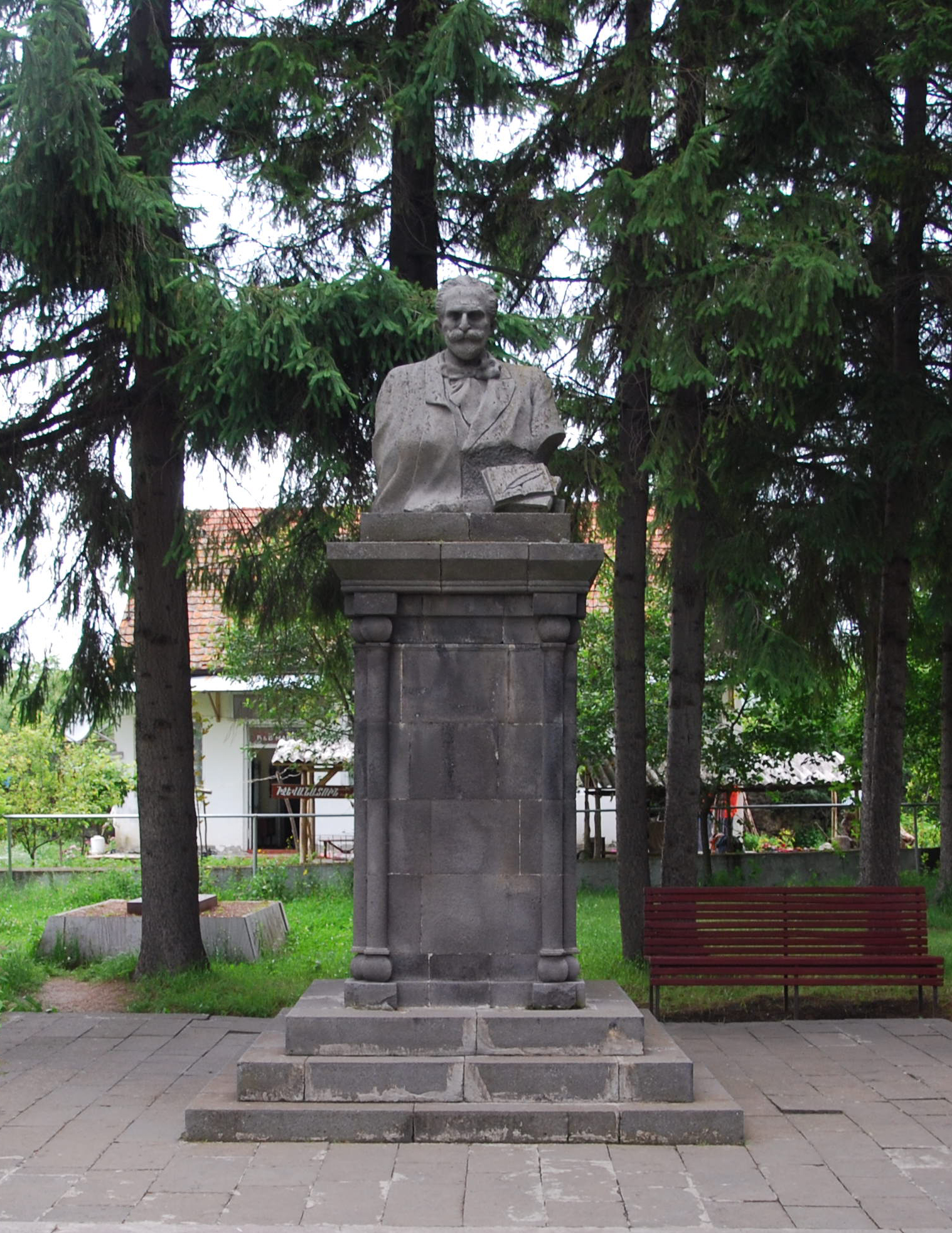
В селе Дсех, перед домом-музеем писателя.
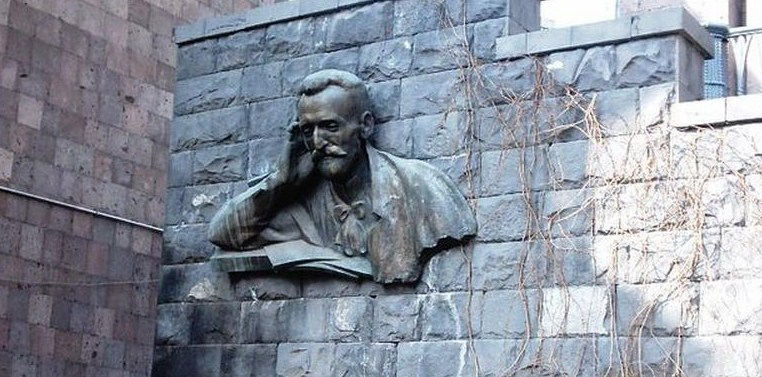
В Ереване, на здании музея писателя.
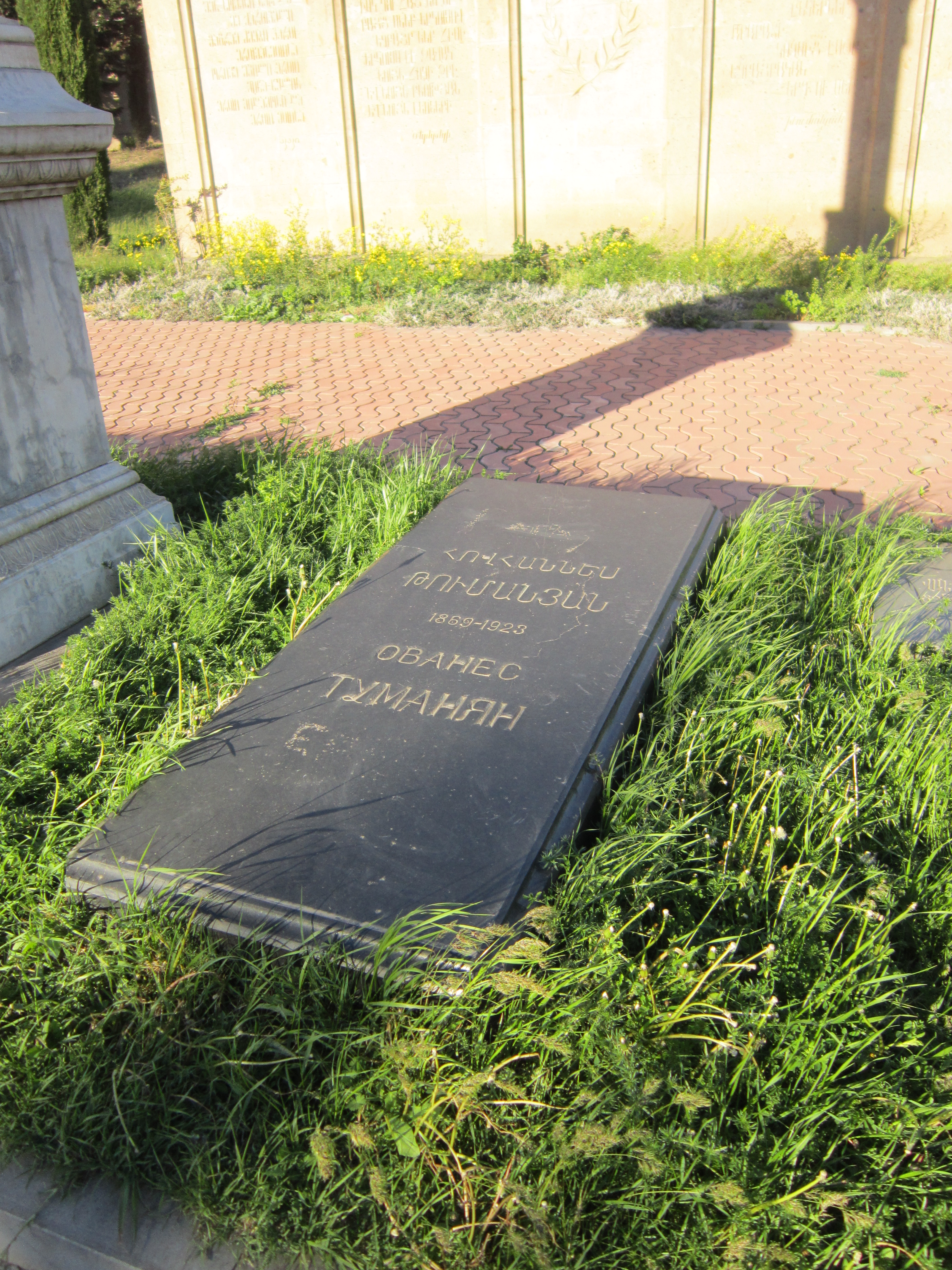
Могила в Ходживанке.

## Экранизации
Мультфильмы
- 1938 — Пёс и кот — чёрно-белый, на армянском языке, режиссёр Л. Атаманов
- 1955 — Пёс и кот — режиссёр Л. Атаманов
- 1968 — Капля мёда — режиссёр В. Подпомогов
- 1970 — Парвана — режиссёр В. Подпомогов
- 1975 — Пёс и кот — режиссёр А. Миракян
- 1979 — Кикос — режиссёр Р. Саакянц
- 1980 — Фанос-неудачник — на армянском языке, режиссёр С. Галстян
- 1981 — Храбрый Назар — режиссёр Р. Саакянц
- 1981 — …Три синих-синих озера малинового цвета… — режиссёр Р. Саакянц
- 1982 — Кто расскажет небылицу? — режиссёр Р. Саакянц
- 1983 — Ух ты, говорящая рыба! — режиссёр Р. Саакянц
- 1984 — В синем море, в белой пене… — режиссёр Р. Саакянц
- 1985 — Ишь ты, Масленица! — режиссёр Р. Саакянц
- 1994 — Топор — режиссёр Р. Саакянц
- 2004 — Таверна — режиссёр Р. Саакянц. По мотивам различных сказок, в том числе Ов. Туманяна.

Фильмы
- 1930 — Ануш — режиссёр И. Перестиани
- 1934 — Гикор — режиссёр А. Мартиросян
- 1962 — Хозяин и слуга — режиссёр Д. Кесаянц
- 1969 — Фанос-неудачник — режиссёр Н. Оганесян
- 1969 — Царь Чах-Чах (киноальманах, по трём произведениям Ов. Туманяна) — режиссёры Э. Мартиросян, Б. Оганесян, А. Самвелян, Д. Кесаянц
- 1982 — Капля мёда — режиссёр Г. Малян
- 1982 — Гикор — режиссёр С. Исраелян
- 1983 — Ануш — режиссёр М. Варжапетян